# Павлик Богдан Богданович
Богда́н Богда́нович Па́влик — український правоохоронець, капітан міліції, учасник російсько-української війни. Командир роти добровольчого батальйону «Січ», позивний «Маестро».

## Життєпис
Народився 1981 року в місті Турка Львівської області.
Працював експертом-криміналістом у міліції. У складі десантних військ брав участь у миротворчій місії в Іраку. Надалі працював у режимному відділі слідчого ізолятора в місті Львові.
Стояв біля джерел створення добровольчого батальйону міліції «Січ», навчав бійців. Перший командир роти батальйону патрульної служби міліції особливого призначення «Січ». У бойових діях на сході України брав участь з липня 2014 року, пройшов Піски, Авдіївку.
Після повернення з війни працював охоронцем. Потім роботи не мав. Хотів продати машину й поїхати на заробітки за кордон. За день до смерті передав свої особисті фронтові речі до місцевого музею АТО.
Заподіяв собі смерть. Перед тим дістав звістку про загибель на Донбасі побратима, сильно переживав через це. А за кілька днів до того ветерана «вивела із себе» відмова депутатів Турківської міськради виділити для учасників бойових дій закинуту земельну ділянку. Саме на ній, на єдиній яблуньці в куті пустиря, що при в'їзді в місто, 4 серпня 2017 року й знайшли його тіло.
Ховали Богдана Павлика з усіма почестями, із священиком. Віддати останню шану приїхали друзі-АТОвці, які разом воювали. З представників влади був лише депутат облради «свободівець» Андрій Тягнибок, який проходив службу під керівництвом «Маестро».
Похований на військовій ділянці кладовища міста Турки.
Залишилися дружина й син.

## Нагороди
За особисту мужність і героїзм, виявлені у захисті державного суверенітету та територіальної цілісності України, вірність військовій присязі нагороджений орденом Данила Галицького (27.5.2015).